# Aeroporto di Çukurova
L'aeroporto internazionale di Çukurova (IATA: COV, ICAO: LTDB) è un aeroporto internazionale situato a Tarso, nella provincia di Mersina della Turchia meridionale. Serve le province di Mersina e Mersin, oltre al resto della regione di Çukurova.
Lo scalo, i cui lavori di costruzione sono cominciati nel 2013, ha sostituito l'aeroporto di Adana a decorrere dal 10 agosto 2024.
Dall'aeroporto volano le compagnie Aeroflot, AJet, Corendon, Eurowings, Fly Kıbrıs, Pegasus, Qatar Airways, SunExpress, e Turkish Airlines.